# Jersey Dutch
Jersey Dutch – wariant języka niderlandzkiego, używany w okolicach Bergen i Passaic w New Jersey od końca XVII do początku XX wieku. Częściowo był językiem kreolskim na bazie dialektu zelandzkiego i dialektów flamandzkich, ale zawiera również słowa z języka angielskiego i Lenape. Używany był przez holenderskich osadników i Mulatów. Język różnił się pod względem gramatyki od standardowego niderlandzkiego. Szybciej zanikły w nim przypadki. Powstał głównie na skutek silnych kontaktów z językiem angielskim i izolacji od innych Holendrów.
Przykładowy tekst w Jersey Dutch:
En kääd'l had twî jongers; de êne blêv täus;
de andere xong vôrt f'n häus f'r en stat.
Hai waz nît tevrêde täus en dârkîs tû râkni arm.
Hai dogti ôm dat täus en z'n vâders pläk.
Tû zaide: äk zal na häus xâne. Main vâder hät plänti.
Przekład na współczesny niderlandzki:
Een man had twee jongens; de ene bleef thuis;
de andere ging voort van huis voor een vermogen.
Hij was niet tevreden thuis en hij werd daardoor arm.
Hij dacht aan thuis en zijn vaders plaats.
Toen zei hij: ik zal naar huis gaan. Mijn vader heeft voldoende.